# Raphael Carioca
Raphael Pereira de Lima Câmara (* 28. Juli 1991 in Porto Franco), auch bekannt als Raphael Carioca, ist ein brasilianischer Fußballspieler.

## Karriere
Raphael Carioca erlernte das Fußballspielen in den brasilianischen Jugendmannschaften von Canto do Rio FC, FC Santos, Fluminense Rio de Janeiro und Clube de Regatas Brasil. Bei Regatas Brasil unterschrieb er 2011 auch seinen ersten Vertrag. 2012 spielte er beim brasilianischen Verein Bela Vista FC sowie in Honduras beim Independiente del Valle. 2013 kehrte er nach Brasilien zurück. Hier schloss er sich dem Cacerense EC aus Cáceres anschloss. Von Januar 2014 bis Mitte Oktober 2014 war Carioca vertrags- und vereinslos. Am 16. Oktober 2014 ging er nach Europa. Hier unterschrieb er in Polen eine Vertrag beim Zweitligisten Wisła Puławy. Für den Verein aus Puławy absolvierte er 22 Zweitligaspiele. Im Juli 2015 wechselte er nach Frankreich, wo er in Béziers einen Vertrag beim Drittligisten Avenir Sportif Béziers unterschrieb. Für Avenir stand er zweimal auf dem Spielfeld. 2017 kehrte er wieder in seine Heimat zurück. Von 2017 bis Mitte 2021 spielte er für die brasilianischen Vereine EC Tigres do Brasil, America FC (RJ), CA Linense, AA Altos, Nacional FC (AM), und Nova Iguaçu FC. Mit America FC gewann er 2018 die Staatsmeisterschaft von Rio de Janeiro – Série A2. Im August 2021 zog es ihn nach Asien, wo ihn der thailändische Drittligist Angthong FC unter Vertrag nahm. Hier stand er bis Dezember 2021 unter Vertrag. Im Januar 2022 kehrte er nach Brasilien zurück. Hier spielte er für die Vereine AA Portuguesa, America FC (RJ) und Estrela do Norte FC.

## Erfolge
America FC
- Staatsmeisterschaft von Rio de Janeiro – Série A2: 2018